# مونفومو
مونفومو (بالإيطالية: Monfumo)‏ هي بلدية في مقاطعة تريفيزو بمنطقة فنيتة، شمال إيطاليا. تقع على بعد 50 كيلومترًا (31 ميلًا) شمال غرب مدينة البندقية، و30 كيلومترًا (19 ميلًا) شمال غرب تريفيزو.